# Dom mieszkalny przy ul. Zajęczej 4 w Warszawie
Dom przy ul. Zajęczej 4 właśc. dom mieszkalny średniej kadry technicznej Elektrowni „Powiśle” – obiekt architektoniczny położony na warszawskim Powiślu, w dzielnicy Śródmieście. Powstał w 1904 lub 1905 roku i uległ samowolnej rozbiórce w sierpniu 2013 r. 

## Historia i opis obiektu
Dom powstał w 1904 lub w 1905 roku jako część kompleksu pobliskiej Elektrowni Warszawskiej. 
Podczas działań II wojny światowej został uszkodzony, ale odbudowano go już w 1945 r. W budynku zamieszkiwali pracownicy elektrowni. Dom miał podpiwniczenie, był to budynek ceglany z drewnianym dachem, dwupiętrowy o charakterystycznych dekoracjach z czerwonej cegły i tynkowanej elewacji.
Budynek znajdował się przy zbiegu ul. Zajęczej i Elektrycznej na Powiślu i ujęty był w Gminnej Ewidencji Zabytków. Od 2000 budynek był wysiedlony i pozostawał tzw. pustostanem.

## Rozbiórka
W 2009 r., wydane zostały przez konserwatora zalecenia, które wskazywały na konieczność przeprowadzenia remontu generalnego poprzedzonego szeregiem prac zabezpieczających. W 2012 r., obiekt został sprzedany spółce Prudential Sp. z o. o. wraz z działką wielkości 658 m kw. Spółka Prudential
kupiła obiekt za 5,22 mln zł i uzyskała 70-procentową zniżkę na zakup nieruchomości wynikającą z zabytkowego charakteru budynku. W akcie kupna-sprzedaż zapisane było zachowanie i odrestaurowanie stuletniego domu. 
W sierpniu 2013 r., właściciel (pod szyldem Frank Rupplin) dokonał samowolnej rozbiórki bez jakiejkolwiek zgody miejskiego konserwatora zabytków. Na miejscu rozbiórki nie pojawiła się również żółta tablica informująca kto wydał zgodę na rozbiórkę oraz kto jest właścicielem obiektu wymagana przepisami prawa. 
Rozbiórkę poprzedziła przeprowadzona w kwietniu tego samego roku ekspertyza inwestorska stanu budynku oraz wcześniejsza odmowa Stołecznego Konserwatora Zabytków na wniosek inwestora o rozbiórkę obiektu. O nielegalnej rozbiórce budynku z sierpnia 2013 roku Powiatowy Inspektor Nadzoru Budowlanego i Stołeczny Konserwator Zabytków zawiadomili Prokuraturę Rejonową Warszawa Śródmieście-Północ. 
Sprawa została nagłośniona między innymi przez ogólnopolskie media. Gazeta Wyborcza zwracała uwagę, że budynek rozebrano w długi weekend kiedy urzędy w tym urząd konserwatorski były nieczynne. W sprawie rozbiórki prokuratura wszczęła śledztwo, zaś w maju 2014 rozpoczął się trwający ponad półtora roku  proces.

## Wartość historyczna
Obiekt ujęty był w gminnej ewidencji zabytków (nr ID:00010991) gdzie figurował jako Dom mieszkalny średniej kadry technicznej Elektrowni "Powiśle" (dawniej Elektrownia Towarzystwa Elektrycznego) z której został wyłączony po rozbiórce z 2013 roku, Zarządzeniem nr 6157/2014 z 09-06-2014.
W informacji o przetargu gdy miasto wystawiło obiekt na sprzedaż w 2012 znajdowała się informacja, że budynek jest uwzględniony w gminnej ewidencji zabytków i w związku z tym powinien zostać zachowany w swojej bryle i istniejących gabarytach.